# Pancho et Rancho
Pancho et Rancho (Tijuana Toads) est une série télévisée d'animation américaine en 17 épisodes de six minutes réalisée par les studios DePatie-Freleng et diffusée du 6 août 1969 au 30 avril 1972 en salles de cinéma, puis en syndication. En France, la série est diffusée à partir de 1977.

## Synopsis
Pancho et Rancho sont deux crapauds amis qui vivent dans la sauvage région frontalière située entre le Mexique et le Texas. Leur principale préoccupation, en dehors de la sieste, est de rechercher de quoi se sustenter. Dans chaque épisode on les voit essayer d’attraper des proies. Hélas, bien souvent, ces dernières parviennent à s'enfuir et/ou à chasser les deux batraciens. 
Souvent, Pancho et Rancho sont eux-mêmes la cible d'un prédateur ailé de couleur jaune, de type cigogne (Crazy Leg Crane en vo) mais ils réussissent toujours à lui échapper car l’oiseau est bêta.
Le serpent Flèche bleue y fait des apparitions.

## Fiche technique
- Titre original : Tijuana Toads
- Titre français : Pancho et Rancho
- Réalisateur : Gerry Chiniquy, Hawley Pratt, Art Davis
- Scénaristes : John W. Dunn
- Musique : Doug Goodwin
- Production : Friz Freleng, David H. DePatie, Lee Gunther
- Sociétés de production : DePatie-Freleng Enterprises
- Pays d'origine :  États-Unis
- Langue : anglais
- Nombre d'épisodes : 17
- Durée : 6 minutes
- Dates de première diffusion : 
  - États-Unis : 6 août 1969
  - France : novembre 1977

## Distribution

### Voix originales
- Tom Holland : Pancho
- Don Diamond : El Toro (Rancho en VF)
- Larry D. Mann et Bob Holt (en) (épisode 17) : la grue

### Voix françaises
- Gérard Hernandez : Pancho
- Philippe Dumat : Rancho
- Francis Lax : Flèche bleue, voix additionnelles
- Pierre Trabaud : voix additionnelles
- Georges Aubert : voix additionnelles

 Source et légende : version française (VF) sur RS Doublage

## Épisodes
1. L'Inconnu du Nord se presse (Tijuana Toads)
2. Une paire de mousquetaires (A Pair of Greenbacks)
3. Ni trop, ni peu (Go for Croak)
4. French Collation (The Froggy Froggy Duo)
5. Autant en emporte le ventre (Hop and Chop)
6. La Bataille de l'eau de Lourdes (Never on Thirsty)
7. La Prise de la Bastille (A Dopey Hacienda)
8. Contre Flèche Bleue (Snake in the Gracias)
9. Le miroir aux reinettes (Two Jumps and a Chump)
10. L'Alligator pillé (Mud Squad)
11. La Preuve par l'œuf (The Egg and Ay-Yi-Yi!)
12. Pour une poignée de grenouilles (Fastest Tongue in the West)
13. Dors, mon petit requin (A Leap in the Deep)
14. La Potion magique (Croakus Pocus)
15. Les zéros sont fatigués (Serape Happy)
16. Docteur Gyvaro (Frog Jog)
17. Une grue sur un toit brûlant (Flight to the Finish)